# Hypodynerus excipiendus
Hypodynerus excipiendus är en stekelart som först beskrevs av Spinosa.  Hypodynerus excipiendus ingår i släktet Hypodynerus och familjen Eumenidae. Inga underarter finns listade i Catalogue of Life.